# Late-Night-Show
Eine Late-Night-Show ist eine am späten Abend ausgestrahlte Fernsehshow. Wesentliche Elemente einer Late-Night-Show sind Stand-up-Einlagen, Studiopublikum und eine Showband. Trotz einiger Versuche hat das Format in Deutschland nicht die Bedeutung wie in den USA erreicht.

## Inhalte
Die Late-Night-Show kombiniert die Genres Comedy und Talkshow. Elementare Standards der ritualisierten Shows sind neben dem Moderator mit Fähigkeiten zur Stand-up-Comedy die Präsentation mehrdeutiger Schlagzeilen aus aktuellen Zeitungen, belustigende Filmausschnitte aus Nachrichten- oder sonstigen Fernsehsendungen, eigenproduzierte Kurzfilme, kurze Musikstücke einer anwesenden Live-Band und zwei oder drei einzeln interviewte Gäste.
Die klassische Late-Night-Show beginnt mit einem Monolog, der sich mit aktuellen Themen befasst, gefolgt von einem Hauptteil und einem Talkteil sowie einem Musikteil.
Weitere Merkmale sind:
- Eine Band samt Bandleader, der von Zeit zu Zeit als Ansprechpartner fungiert (Kevin Eubanks, Max Weinberg, Paul Shaffer, Helmut Zerlett, Herbert Jösch, Dendemann)
- Eventuell ein Sidekick (Andy Richter, Manuel Andrack, Sven Schuhmacher, Katrin Bauerfeind, Elton, William Cohn, Ralf Kabelka)
- Jeden Werktag eine Sendung. Ein Merkmal, das bei deutschen Shows fast immer fehlt. Wenn der Host Urlaub macht, werden Sendungen aus den letzten Wochen wiederholt.

Diese Spätvorstellung beschert keine hohen Einschaltquoten mehr; denn zur Hauptsendezeit werden über 40 % der deutschen Zuschauer erreicht, am späten Abend nur etwa 20 %. Jedoch finden sich viele kurze Ausschnitte in den sozialen Medien.

## USA
Wie der Titel bereits andeutet, erhält diese Fernsehshow einen Sendeplatz am späten Abend. Die US-amerikanische Terminologie unterscheidet die prime time (Hauptsendezeit) ab 20:00 Uhr, die late prime time ab 22:00 Uhr und late night ab 23:00 Uhr bis in die frühen Morgenstunden. Dieser Sendeplatz wird von den Late-Night-Shows belegt, die dort von Montag bis Freitag ab 23:35 Uhr ausgestrahlt werden.
The Tonight Show (mit Johnny Carson von 1962 bis 1992) war weltweit die erste und erfolgreichste Late-Night-Show, erstmals am 27. September 1954 unter dem Titel Variety Show von NBC ausgestrahlt. Ihr Format war Vorbild für spätere Shows dieses Genres, auch in Deutschland. Es folgte seit 30. August 1993 die Late Show auf CBS mit David Letterman. Um 23:35 Uhr starten auf ABC ( Jimmy Kimmel Live!), NBC und CBS parallel die Late Night Shows.
Früher gab es nach diesen Shows noch weitere sehr ähnliche Sendungen ("Late-Late-Night"). Zur Zeit trifft das nur noch auf Late Night with Seth Meyers (00.35 bis 1.35 Uhr auf NBC) zu (Stand März 2025).

## Deutschland
Die erste Sendung im deutschen Fernsehen, die deutliche Parallelen zu den amerikanischen Late-Night-Shows aufwies, war die von Herbert Feuerstein konzipierte und von Harald Schmidt und ihm selbst moderierte Sendung Schmidteinander. Die erste Ausgabe wurde am 16. Dezember 1990 im WDR ausgestrahlt und war ab Anfang 1994 bundesweit im Ersten zu sehen. Ende 1994 wurde Schmidteinander nach 50 Ausgaben eingestellt.
Thomas Gottschalk startete bei RTL am 28. September 1992 mit Gottschalk Late Night ab 23:15 Uhr eine Abendshow, bei der jedoch wesentliche Elemente der klassischen Late-Night-Show fehlten. Stärker am amerikanischen Vorbild orientierte sich die ab 16. Mai 1994 ausgestrahlte RTL Nachtshow, die Thomas Koschwitz moderierte. Sie wurde, wie auch Gottschalks Show (am 27. April 1995), am 17. November 1995 wegen zu geringer Einschaltquoten eingestellt.
Die Harald Schmidt Show startete ab 5. Dezember 1995 auf Sat.1 und orientierte sich zunächst vollständig an der zur gleichen (lokalen) Uhrzeit bei CBS ausgestrahlten Late Show with David Letterman. Das Studio und der Ablauf der Show wurden nahezu vollständig kopiert. Zu Beginn jeder Show gab es ein Stand-up von Harald Schmidt, gefolgt von einer längeren Phase in der Schmidt am Schreibtisch Filmeinspielungen und Sketche präsentierte und mit seinem Sidekick Manuel Andrack (2000–2007) bzw. seinem Bandleader Helmut Zerlett in Dialog trat. Im dritten Teil folgten von Schmidt geführte Interviews und Live-Musik. Die Show wurde zunächst von Brainpool im ehemaligen Kölner Kino Capitol aufgezeichnet. Ab 1999 übernahm Schmidts eigene Firma Bonito die Produktion und sendete bis zur Einstellung aus dem Studio 449 in Köln-Mülheim. Zwischen 1995 und 2003 sahen jeden Abend um die eine Million Zuschauer die Show (Marktanteile zwischen 11 % und 14 %). Sie war damit kein besonderer Quotenerfolg, jedoch hinsichtlich Zuschauergunst kaum schwankend und verlässlich. Die Show wurde Ende 2003 überraschend eingestellt, als Harald Schmidt ankündigte, eine Kreativpause machen zu wollen, und der Vertrag mit Sat.1 von ihm nicht mehr verlängert wurde.
Nach einem Jahr kam Harald Schmidt ab dem 23. Dezember 2004 in der ARD mit einer sehr ähnlichen Sendung auf den Bildschirm zurück. Von 2007 bis 2009 wurde Oliver Pocher als zweiter Moderator der Sendung etabliert und die Sendung hieß in dieser Zeit Schmidt & Pocher. Nachdem sich dies aber als nicht sehr erfolgreich erwies, moderierte Schmidt die Sendung ab Oktober 2009 wieder allein. 2012 wechselte die Show dann wieder zurück zu Sat.1 und zwei Jahre später zu Sky, wo sie im März 2014 eingestellt wurde. In all den Jahren blieb das Konzept der Show im Wesentlichen erhalten.
In Köln wird die vom 8. März 1999 bis zum 16. Dezember 2015 und seit dem 10. November 2021 erneut auf ProSieben ausgestrahlte Sendung TV total produziert, eine Late-Night-Show entwickelt, produziert und bis 2015 moderiert von Stefan Raab. In der Neuauflage seit 2021 übernahm Sebastian Pufpaff die Moderation. Das Format unterscheidet sich jedoch vom üblichen Inhalt, denn die Comedy der Show nimmt weniger Bezug auf das aktuelle politische und gesellschaftliche Tagesgeschehen, sondern konzentriert sich überwiegend auf die Präsentation von Ausschnitten aus Fernsehsendungen deutscher Programme, die sich für Raabs bzw. Pufpaffs Comedy eignen. Sie ist mit mehr als 16 Jahren die langlebigste Late-Night-Show im deutschen Fernsehen.
Nach dem (ersten) Ende der Harald Schmidt Show entstand ab Mai 2004 mit Anke Late Night ein Versuch, Anke Engelke als neuen Late-Night-Show-Star auf Sat.1 zu etablieren. Es handelte sich damit um die erste deutsche Late-Night-Show, die von einer Frau moderiert wurde. Obwohl die Sendung auf demselben Sendeplatz wie zuvor die erfolgreiche Harald Schmidt Show lief, wurde sie kein Erfolg und aufgrund geringer Einschaltquoten und überwiegend schlechter Kritiken bereits im Oktober 2004 wieder eingestellt.
Von 2004 bis 2006 strahlte VIVA mit Sarah Kuttner – Die Show seine erste eigene und die zweite weiblich moderierte deutsche Late-Night-Show aus. Von 2003 bis 2021 strahlt der SWR die zunächst von Matthias Holtmann moderierte Sendung SWR3 latenight aus, die seit 2005 von Pierre M. Krause präsentiert wird und von 2016 bis 6. Juni 2021 den Titel Die Pierre M. Krause Show trug.
Die von Jan Böhmermann moderierte Late-Night-Show ZDF Magazin Royale (früher Neo Magazin) wird seit Oktober 2013 auf ZDFneo und seit 2015 auch im ZDF ausgestrahlt. 2008 strahlte RTL mit Achtung! Hartwich eine kurzlebige Late-Night-Show von und mit Daniel Hartwich aus. Oliver Pocher moderierte von Oktober 2009 bis März 2011 Die Oliver Pocher Show auf Sat.1.
Der Bayerische Rundfunk hatte von Dezember 2016 bis Mai 2025 die nach ihrem Moderator, dem Kabarettisten, Musiker und Schauspieler Hannes Ringlstetter, benannte Sendung Ringlstetter im Programm.
Von März 2018 bis März 2025 wurde auf ProSieben wöchentlich die Late Night Show Late Night Berlin ausgestrahlt. Moderator war Klaas Heufer-Umlauf. Carolin Kebekus: PussyTerror TV war eine von März 2015 bis Juli 2019 ausgestrahlte Comedyshow. Sie wurde zunächst im WDR Fernsehen, ab der 10. Episode (September 2016) im Ersten gesendet. Die Nachfolge-Sendung Die Carolin Kebekus Show wird seit dem 21. Mai 2020 im Ersten ausgestrahlt.
Seit dem Frühjahr 2020 wird Sträter mit Torsten Sträter im Ersten ausgestrahlt. Seit 2020 moderiert Oliver Pocher die Show Pocher – gefährlich ehrlich!. Seit November 2020 moderiert Özcan Coşar die Late-Night-Show Die Cosar Show im SWR Fernsehen. Im Herbst 2020 startete die Late-Night-Show Täglich frisch geröstet bei TVNOW und ab Januar 2021 war sie auch beim Fernsehsender RTL zu sehen. Im April 2021 gab RTL das Ende der Show nach der zweiten Staffel bekannt.

## Österreich
In Österreich lief in den Jahren 1994 bis 1996 Phettbergs Nette Leit Show, deren Name auf Late-Night anspielt. Von 2004 bis 2010 wurde auf ORF 1 in der Comedyschiene Donnerstag Nacht eine von Alfred Dorfer moderierte Show namens Dorfers Donnerstalk ausgestrahlt. Der Stil der Sendung erinnert an eine Late-Night-Show, handelt aber auch mit fiktiven Personen oder Kabarettisten, die meistens Politiker darstellen sollen. Jedoch wurde diese Sendung bereits um 21 Uhr ausgestrahlt und somit nicht in der „Late-Night-Zeitschiene“.
2007 wurde Willkommen Österreich, in verfremdeter Anlehnung an die Vorabendillustrierte Willkommen Österreich, das erste Mal gesendet (moderiert von Dirk Stermann und Christoph Grissemann) und ab Herbst 2007 zu einer kabarettistischen Late-Night-Show im Rahmen der Donnerstag Nacht weiterentwickelt. Seit September 2019 wird die Sendung Gute Nacht Österreich mit Peter Klien ausgestrahlt.

## Schweiz
In der Schweiz waren Late-Night-Shows bisher nicht sehr erfolgreich. Das Schweizer Fernsehen DRS versuchte es zwischen 1997 und 1999 mit der Sendung Night Moor mit Dieter Moor. Einige Monate zuvor war die Show Feinheiten mit Raymond Fein nach nur einer Sendung, einerseits aufgrund der schlechten Kritik, andererseits aufgrund einer plötzlichen Erkrankung des Moderators, wieder abgesetzt worden.
Am 17. Oktober 2005 startete mit Black’n’Blond eine neue Late-Night-Show auf SF zwei. Moderiert wurde sie von Roman Kilchsperger und Chris von Rohr. Das Format wurde jedoch nach der Sommerpause 2006 wegen zu niedriger Einschaltquoten abgesetzt. Am 27. Januar 2008 sendete das Schweizer Fernsehen auf SF 1 zum ersten Mal die neue Late-Night-Show Giacobbo/Müller aus, welche von Viktor Giacobbo und Mike Müller moderiert wurde. Im Gegensatz zu Black’n’Blond befanden sich die Einschaltquoten auf einem normalen Niveau. Nach deren Absetzung Mitte 2016 übernahm Deville Late Night den Comedy-Sendeplatz im SRF und wurde bis zur Einstellung im Jahr 2023 im Stil einer klassischen Late Night Show wöchentlich ausgestrahlt und vom Luzerner Dominic Deville moderiert. 2023 begann Gabriel Vetter, zusammen mit den Co-Hosts Fabienne Hadorn und Sven Ivanic, Die Sendung des Monats zu moderieren. 2024 beginnt Stefan Büsser mit der Sendung Late Night Switzerland, ebenfalls auf SRF 1 und Play SRF.

## Niederlande
In den Niederlanden gibt es nur eine Late-Night-Show, die jedoch sehr erfolgreich ist und hohe Einschaltquoten verzeichnet. Im Verhältnis zu deutschen oder auch amerikanischen Late-Night-Shows ist JENSEN! mit dem sehr provokant auftretenden Moderator Robert Jensen sehr offen gestaltet.

## Bekannte Late-Night-Shows
- in den Vereinigten Staaten:

- The Tonight Show, NBC: Steve Allen 1954 bis 1957, Jack Paar 1957 bis 1962, Johnny Carson 1962 bis 1992, Jay Leno 1992 bis 2009 und 2010 bis 2014,  Conan O’Brien 2009 bis 2010, Jimmy Fallon seit 2014
- The Merv Griffin Show, NBC/CBS/ABC: Merv Griffin 1962 bis 1986
- The Joey Bishop Show, CBS: Joey Bishop 1967 bis 1969
- The Dick Cavett Show, ABC/CBS/PBS/USA Network/CNBC:  Dick Cavett 1968 bis 1975, 1977 bis 1982, 1985 bis 1987 und 1989 bis 1996
- Tomorrow, NBC:  Tom Snyder 1973 bis 1981,  Rona Barrett 1980 bis 1981
- Late Night, NBC:  David Letterman 1982 bis 1993, Conan O’Brien 1993 bis 2009, Jimmy Fallon 2009 bis 2014, Seth Meyers seit 2014
- The Arsenio Hall Show, Paramount/CBS:  Arsenio Hall 1989 bis 1994
- Late Show, CBS:  David Letterman 1993 bis 2015, Stephen Colbert seit 2015
- The Jon Stewart Show, MTV:  Jon Stewart 1993 bis 1995
- Politically Incorrect, Comedy Central/ABC:  Bill Maher 1993 bis 2002
- The Late Late Show, CBS: Tom Snyder 1995 bis 1999, Craig Kilburn 1999 bis 2004,  Craig Ferguson 2004 bis 2014, James Corden 2014 bis 2023
- The Daily Show, Comedy Central: Craig Kilborn 1996 bis 1998, Jon Steward 1999 bis 2015, John Oliver: in Vertretung 2013, Trevor Noah 2015 bis 2023
- Jimmy Kimmel Live!, ABC: Jimmy Kimmel seit 2003
- Real Time, HBO:  Bill Maher seit 2003
- Chelsea Lately, E!: Chelsea Handler 2007 bis 2014
- The Jay Leno Show, NBC:  Jay Leno 2009 bis 2010
- Conan, TBS:  Conan O’Brien 2010 bis 2021
- Last Week Tonight, HBO: John Oliver seit 2014
- Chelsea, Netflix: Chelsea Handler seit 2016

- in Deutschland:

- Harald Schmidt, Herbert Feuerstein: Schmidteinander (WDR, Das Erste) 1990–1994
- Thomas Gottschalk: Gottschalk Late Night (RTL) 1992–1995
- Thomas Koschwitz: RTL Nachtshow (RTL), 1994–1995
- Harald Schmidt: Die Harald Schmidt Show (Sat.1/Sky), 1995–2003 / 2011–2014; Harald Schmidt (ARD), 2004–2007 / 2009–2011
- Harald Schmidt und Oliver Pocher: Schmidt & Pocher (ARD), 2007–2009
- Stefan Raab, Sebastian Pufpaff: TV total (ProSieben), 1999–2015 / seit 2021
- Roberto Cappelluti: Late Lounge (HR), 1999–2004
- Pierre M. Krause: Die Pierre M. Krause Show (SWR), 2003–2021 (bis 2007 SWR3 Ring frei!, 2007–2015 SWR3 latenight)
- Günter Grünwald: Grünwald Freitagscomedy (BR), seit 2003
- Anke Engelke: Anke Late Night (Sat.1), 2004
- Sarah Kuttner: Sarah Kuttner – Die Show (VIVA), 2004–2006
- Nils Bomhoff und Etienne Gardé: Late Knights (GIGA), 2006–2009
- Ina Müller: Inas Nacht (NDR), seit 2007
- Kurt Krömer: Krömer – Die Internationale Show (ARD), 2007–2011; Krömer – Late Night Show (ARD), 2012–2014
- Daniel Hartwich: Achtung! Hartwich (RTL), 2008
- Andreas Walter: Walter Late Night (Offener Kanal Essen), 2008
- Oliver Pocher: Die Oliver Pocher Show (Sat.1), 2009–2011;                           Pocher – gefährlich ehrlich! (RTL), 2020
- Benjamin von Stuckrad-Barre: Stuckrad Late Night (ZDFneo), 2010–2012; Stuckrad-Barre (Tele 5), seit 2012
- Joko Winterscheidt und Klaas Heufer-Umlauf: MTV Home (MTV), 2009–2011; neoParadise (ZDFneo), 2011–2013; Circus HalliGalli (ProSieben), 2013–2017
- Jan Böhmermann: Neo Magazin Royale (ZDFneo), 2013–2019 (bis 2014 Neo Magazin)
- Hannes Ringlstetter und Carolin Matzko: Ringlstetter (BR), seit 2016
- Klaas Heufer-Umlauf: Late Night Berlin (ProSieben), seit 2018
- Jens Knossalla: Täglich frisch geröstet (RTL), 2020–2021
- Ariane Alter: Late Night Alter (ZDFneo), 2020–2021
- Jan Böhmermann: ZDF Magazin Royale (ZDF), seit 2020

- in Österreich:

- Dirk Stermann und Christoph Grissemann: Willkommen Österreich, seit 2007
- Peter Klien: Gute Nacht Österreich, 2019–2021

- in der Schweiz:

- Viktor Giacobbo: Viktors Programm, 1990–1994; Viktors Spätprogramm, 1995–2002; Giacobbo/Müller – Late Service Public, 2008–2016
- Mike Müller: Giacobbo/Müller – Late Service Public, 2008–2016
- Dominic Deville: Deville Late Night (SRF) 2016–2023